# Breakup 2 Makeup (Remix)
Breakup 2 Makeup (Remix) è un brano musicale della cantante statunitense Ashanti, estratto come singolo dal suo album di remix Collectables by Ashanti. Il brano figura la collaborazione del rapper Black Child.

## Tracce
CD Single
1. Breakup 2 Makeup (Remix) (Radio Edit)
2. Breakup 2 Makeup (Remix) (Instrumental Version)
3. Breakup 2 Makeup (Remix) (Call Out Research Hook)

## Classifiche
| Classifica (2004)                               | Posizione più alta |
| ----------------------------------------------- | ------------------ |
| U.S. Billboard Hot R&B/Hip-Hop Singles & Tracks | 76                 |